# 6-Stunden-Rennen von Mugello 1977

Autodromo Internazionale del Mugello

Das 6-Stunden-Rennen von Mugello 1977, auch 6 h Mugello, fand am 20. März auf dem Autodromo Internazionale del Mugello statt. Das Rennen war der zweite Wertungslauf der Sportwagen-Weltmeisterschaft dieses Jahres.

## Das Rennen
Mit dem Rennen in Mugello begann die europäische Saison der Sportwagen-Weltmeisterschaft 1977. Die Veranstaltung wurde zu einem Meisterschaftslauf der Porsche-Rennwagen, die das Gros der Starter stellten. Die Überlegenheit der Werks-Porsche 935, wurde auch durch den Ausfall des Mass/Barth-935 nicht gebremst. Die Teamkollegen Rolf Stommelen und Manfred Schurti sechs Runden Vorsprung auf Jolly-Club-935 von Martino Finotto, Carlo Facetti und Romeo Camathias.

## Ergebnisse

### Schlussklassement
| 1           | Gr. 5 | 2  | Martini Racing          | Rolf Stommelen Manfred Schurti                | Porsche 935/77            | 161 |
| 2           | Gr. 5 | 5  | Jolly Club              | Martino Finotto Carlo Facetti Romeo Camathias | Porsche 935               | 155 |
| 3           | Gr. 5 | 26 | Vittorio Coggiola       | Vittorio Coggiola Piero Monticone             | Porsche 935               | 154 |
| 4           | GT    | 18 | Jolly Club              | Arturo Merzario Giuseppe Bianco               | Porsche 934               | 149 |
| 5           | GT    | 14 | Atenso                  | Eugenio Renna Luigi Moreschi                  | Porsche Carrera RSR       | 147 |
| 6           | GT    | 38 | Hahn Sportwagen         | Klaus Utz Rolf Blind                          | Porsche Carrera RSR       | 145 |
| 7           | GT    | 7  | Schiller Racing Team    | Claude Haldi Laurent Ferrier                  | Porsche 934               | 144 |
| 8           | GT    | 16 | Jolly Club              | Anna Cambiaghi Emilio Paleari                 | Lancia Stratos            | 140 |
| 9           | Gr. 5 | 31 | Mario Ruoso             | Mario Ruoso Gianfranco Palazzoli              | Ford Escort RS            | 137 |
| 10          | GT    | 24 | Guido Agazzotti Cavazza | Guido Agazzotti Cavazza Roberto Nardini       | Porsche Carrera RSR       | 134 |
| 11          | GT    | 22 | Odoardo Govoni          | Odoardo Govoni Vincenzo Angelelli             | Porsche 911S              | 129 |
| 12          | Gr. 5 | 15 | Jolly Club              | Umberto Grano Giorgio Schön                   | Ford Escort RS 1800       | 108 |
| Ausgefallen |       |    |                         |                                               |                           |     |
| 13          | GT    | 27 | Franco Berruto          | Franco Berruto Mario Radicella                | Porsche Carrera           | 103 |
| 14          | GT    | 11 | Gabriele Capoferri      | Girolamo Capra Gabriele Capoferri             | Porsche 934               | 77  |
| 15          | Gr. 5 | 3  | Porsche Kremer Racing   | Bob Wollek John Fitzpatrick                   | Porsche 935               | 64  |
| 16          | Gr. 5 | 1  | Martini Racing          | Jochen Mass Jürgen Barth                      | Porsche 935/77            | 63  |
| 17          | Gr. 5 | 29 | Roberto Curatolo        | Roberto Curatolo Guglielmo Manini             | Dallara X1/9              | 57  |
| 18          | T     | 33 | Vesuvio                 | Cosimo Turizio Piero Nappi                    | Ford Escort               | 44  |
| 19          | GT    | 9  | Maurizio Micangeli      | Maurizio Micangeli Carlo Pietromarchi         | De Tomaso Pantera         | 13  |
| 20          | Gr. 5 | 28 | Citta di Firenze        | Luigi Laschi Santini                          | Alfa Romeo GTA            | 6   |
| 21          | Gr. 5 | 12 | Gabriele Capoferri      | Carlo Rebai Duilio Ghislott                   | Porsche Carrera RSR Turbo | 2   |

### Nur in der Meldeliste
Hier finden sich Teams, Fahrer und Fahrzeuge, die ursprünglich für das Rennen gemeldet waren, aber nicht daran teilnahmen.
| Pos. | Klasse | Nr. | Team                  | Fahrer                              | Chassis             |
| ---- | ------ | --- | --------------------- | ----------------------------------- | ------------------- |
| 22   | Gr. 5  |     | Egon Evertz           | Egon Evertz Leo Kinnunen            | Porsche 934/5       |
| 23   | Gr. 5  | 4   | John Cooper           | John Cooper John Goss               | Porsche 934/5       |
| 24   | GT     | 6   | Joest Racing          | Reinhold Joest Jürgen Barth         | Porsche Carrera RSR |
| 25   | Gr. 5  | 7   | Arturo Merzario       | Arturo Merzario Spartaco Dini       | BMW 3.0 CSL         |
| 26   | GT     | 19  | Sesto Corse           | Enrico Grasso Carlo Franchi         | Porsche 911S        |
| 27   | T      | 21  | Vesuvio               | Ricciardo Ricci                     | BMW 2002            |
| 28   | GT     | 23  | Alessandro Fracastoro | Alessandro Fracastoro Ettore Bogani | Alfa Romeo GTV      |
| 29   | GT     | 25  | Marcello Gallo        | Marcello Gallo Luciano Galluzzo     | Alfa Romeo GTV      |
| 30   | GT     | 32  | Francesco Vintaloro   | Francesco Vintaloro                 | Lancia Stratos      |
| 31   | GT     | 34  | Franco Bernabei       | Franco Bernabei Gianluigi Ticchi    | Porsche Carrera     |
| 32   | GT     | 35  | Mario Radicella       | Mario Radicella                     | Porsche Carrera     |
| 33   | GT     | 36  | Palmerino Caputo      | Palmerino Caputo Giovanni Ognio     | Lotus Europa        |

### Klassensieger
| Klasse | Fahrer                  | Fahrer          | Fahrzeug       | Platzierung im Gesamtklassement |
| ------ | ----------------------- | --------------- | -------------- | ------------------------------- |
| Gr. 5  | Rolf Stommelen          | Manfred Schurti | Porsche 935/77 | Gesamtsieg                      |
| GT     | Arturo Merzario         | Giuseppe Bianco | Porsche 934    | Rang 4                          |
| T      | kein Teilnehmer im Ziel |                 |                |                                 |

### Renndaten
- Gemeldet: 33
- Gestartet: 21
- Gewertet: 12
- Rennklassen: 3
- Zuschauer: unbekannt
- Wetter am Renntag: Regen
- Streckenlänge: 5,245 km
- Fahrzeit des Siegerteams: 6:00:12,560 Stunden
- Gesamtrunden des Siegerteams: 161
- Gesamtdistanz des Siegerteams: 844,445 km
- Siegerschnitt: 140,659 km/h
- Pole Position: Jochen Mass – Porsche 935/77 (#1) – 2:11,200 = 143,918 km/h
- Schnellste Rennrunde: Jochen Mass – Porsche 935/77 (#1) – 1:57,200 = 161,109 km/h
- Rennserie: 2. Lauf zur Sportwagen-Weltmeisterschaft 1977